# ZTD-05兩棲突擊車

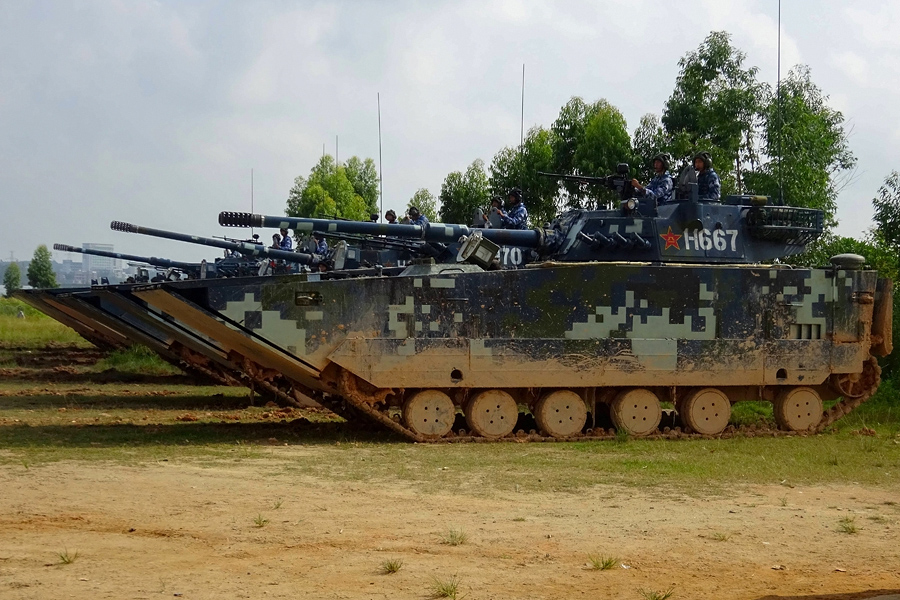
ZTD-05兩棲突擊車

ZTD-05兩棲突擊車又被称为05式两棲突擊車，装备中国人民解放军海军陆战队和陆军集团军下辖两栖机械化部队，用于替代63A水陆坦克。是中华人民共和国研制的“05式两栖装甲车族”一员，它与美国的“远征战斗车”（Expeditionary Fighting Vehicle, EFV）的在概念上相似。此车配备1600匹马力的柴油发动机，功率比陆军的99式主战坦克的1500匹更高，水上速度达到25 km/h（13.5 kn），是目前世界上水上速度最快的两栖装甲突击车辆。其名称的ZTD三个字母分别表示装甲车辆、突擊、履带式。
ZTD-05两栖突击车首次公开亮相是在2009年10月1日的中华人民共和国国庆60周年阅兵式上，排在受阅装备方队的第3位，由中国人民解放军陆军第1集团军两栖机械化第1师第1团的成员组成。

## 设计
根據2003年12月有关部门下发了关于05车的正式研制通知公函。05式两栖战车实际上是四个型号：一型为两栖装甲突击车，装备105毫米口径低后坐线膛炮；二型为两栖装甲步兵战车，装备30毫米口径机炮；在二型车基础上研制了三型为两栖装甲指挥车；在一型基础上研制了四型为两栖装甲抢救车。主要用于岛屿进攻，在战役登陆作战阶段，遂行巩固登陆场的任务。
05式两栖战车采用发动机前置方案，发动机采用单台主战坦克发动机改进型。车体装备液压机构收放的前、后滑板，减少航行阻力，配合车尾的喷水推进器提高水上航速。车尾滑板采用水翼造型，处于水下可把后车身抬起来，减低车辆的浸入水中的深度，改善航行速度。通过航渡时履带可收起，滑板变角技术（调节前滑板展开倾角）等方式减低航行阻力。见缝插针的在车首滑板到基甲之间以及负重轮内部空间填充泡沫材料提高浮力储备。为了减重改用铝合金装甲。
ZTD-05兩棲突擊車配有大型砲塔，105毫米火炮版本火力等於一種兩棲坦克，車內弹药基数为38发，彈藥包括翼穩脫殼穿甲彈（APFSDS）、高爆穿甲彈（HEAT）與高爆榴彈（HE）和砲射導彈等，专门给ZTD-05两栖装甲突击车研制混凝土攻坚弹，用来对付滩头的坚固火力点，05式的105毫米炮发射三期翼稳脱壳穿甲弹时可在2000米距离贯穿600毫米的钢甲，足以击穿没有贫铀夹层的美国M1A2出口型主战坦克的正面装甲。砲身與觀瞄裝置配備穩定系統，除了具備行進間射擊能力外，通过增加炮口制退器降低后坐力，還能在浮渡階段直接對岸上目標進行射擊。相对而言，ZBD-05两栖步兵战车装备的ZPT-99 30毫米口径机炮火力較弱，但總重量較輕，射击速度較快。ZTD-05两栖装甲突击车炮塔頂部還裝有北斗卫星导航系统、大氣感測裝置與資料傳輸天線等信息化设备。根据军方在车辆信息化系统等方面要求，进一步改进出了05A两栖突击车。

## 出口
截至2015年，有25辆VN-16（ZTD-05的外贸型号）两栖突击车出口至委内瑞拉。